# 西郷鷹
西郷 鷹（さいごう たか、? - 文久2年（1862年））は、薩摩藩士三原伝左衛門の妻。名は高とも書く。
薩摩藩士西郷吉兵衛隆盛の次女。母は椎原国紀の娘政佐。維新期に活躍した西郷隆盛は兄にあたる。吉兵衛がもうけた4男3女のうち、唯一詳細が伝わっていない。
嘉永頃に三原家に嫁いでおり、安政4年（1857年）に姉の琴と市来正之丞の夫婦の助力を得て、長女を出産している。文久2年（1862年）に早世し、嫡男を産むことはなかった。その後、伝左衛門は再婚したとされる

## 夫の三原伝左衛門について
祖父西郷隆充の兄で家督相続前に寛政5年（1793年）に切腹した西郷覚左衛門の妻は、三原孫兵衛の娘であったが、この三原孫兵衛と伝左衛門との関係は不詳。また、「薩藩史料伝存の事情と事例」に収録された『成尾家親戚系之略』の1874年（明治7年）の御検地掛に伝左衛門の名がある。